# Стратиенко, Пётр Никитович
Пётр Никитович Стратиенко — советский хозяйственный, государственный и политический деятель, Герой Социалистического Труда.

## Биография
Родился 20 июня 1916 года.
Участник Великой Отечественной войны, воевал с милитаристской Японией. С 1946 года — на хозяйственной, общественной и политической работе. В 1946—1978 гг. — главный агроном, председатель колхоза имени Калинина Павловского района Краснодарского края.
Указом Президиума Верховного Совета СССР от 10 февраля 1949 года присвоено звание Героя Социалистического Труда с вручением ордена Ленина и золотой медали «Серп и Молот».
Избирался депутатом Верховного Совета РСФСР 3-го созыва.
Умер 12 ноября 1989 года.